# Linea mediana alare

In questo schema la Linea Mediana Alare è indicata con il numero 8.

La linea mediana alare, (spesso in inglese: Camber line), o Linea di Inarcamento medio, o ancora Linea di Curvatura del profilo, è la linea che unisce il bordo d'attacco di un profilo alare al bordo di uscita rimanendo equidistante dall'estradosso (o dorso) e dall'intradosso (o ventre). Essa si può considerare il luogo dei punti individuato dai centri delle circonferenze tangenti iscritte al profilo alare.

## Impiego
Lo scostamento della linea mediana dalla corda alare aiuta a definire l'inarcamento generale del profilo alare; il diametro delle circonferenze che hanno per centro i punti di questa linea presi perperpendicolarmente alla linea stessa definiscono la variazione e la distribuzione di spessore del profilo secondo ciò che viene indicato come camber alare  che ha rilevanza per la definizione della portanza, della resistenza e, in generale, delle caratteristiche aerodinamiche dell'ala.